# Émile Despax
 (novembre 2015).
Pour les articles homonymes, voir Despax.
Émile Despax [dɛspaks], né le 14 septembre 1881 à Dax (Landes) et mort le 17 janvier 1915 à Moussy-Verneuil, à la ferme du Metz (Chemin des Dames), est un poète français "tué à l'ennemi" au cours de la Première Guerre mondiale. Un témoignage récemment publié décrit les circonstances précises de sa mort.
Son nom est gravé au Panthéon de Paris, figurant parmi les 560 hommes de lettres tombés au combat durant le conflit.

## Biographie
Émile Despax, est né à Dax d'une famille de la haute bourgeoisie locale, qui s'est illustrée dans la magistrature et la politique. Son père Hippolyte Despax, fut magistrat et conseiller municipal de Dax, avait épousé sa mère, née Loustalot, en 1878. Par sa mère il est ainsi le petit-fils et le neveu de Gustave Loustalot et Louis Loustalot, qui furent députés des Landes. Par sa grand-mère maternelle, Mme Loustalot née Hameau, il était l'arrière-petit-fils du célèbre médecin Jean Hameau qui fut maire de La Teste-de-Buch de 1844 à 1848. Il était le plus jeune de trois frères : l'aîné Gabriel Despax fut aussi député des Landes, tandis que le puîné, Frédéric Despax (1880-1935) fut officier de marine (capitaine de vaisseau).
Il passe une partie de son enfance aux Iles Comores et à la Réunion. Élève brillant, il fait ses études au lycée à Bordeaux, puis au lycée Henri IV à Paris. Après sa licence en droit, il est nommé chef du secrétariat particulier de Raphaël Millès-Lacroix (1850-1941), ministre des Colonies (dacquois lui aussi)  puis chef de cabinet auprès du gouverneur général de l'Indochine. Il fait en 1909 un voyage au Cambodge en compagnie de l’écrivaine Jeanne Leuba et de son époux l’archéologue Henri Parmentier et visite le temple d'Angkor, auquel il consacre un écrit.
La même année (1909) il est intégré au corps préfectoral et nommé sous-préfet de Vitré (Ille-et-Vilaine) le 23 janvier. Il est remplacé le même jour pour conserver ses fonctions au cabinet du ministre. Le 20 octobre 1911 il est nommé sous-préfet de Marvejols (Lozère) puis le 25 novembre suivant  d'Oloron-Sainte-Marie, poste qu'il rejoint effectivement et occupe jusqu'à la guerre.
Il entretient dès 1904 une amitié avec Guillaume Apollinaire.
Son recueil de poésies La Maison des glycines, publié en 1905 au Mercure de France, est son œuvre la plus reconnue. Elle obtient en 1906 le prix Archon-Despérouses décerné par l'Académie Française, avec une dotation de 500 francs .
En 1908, une sélection de ses poèmes est publié dans une Anthologie des poètes du Midi. Bien qu'il ne puisse être qualifié de poète régionaliste, Despax évoque de façon récurrente ses Landes natales, ses ambiances, ses paysages. "Ses poèmes sont faits de détails, de souvenirs, d’impressions et d’observations de la vie de chaque jour, dont un grand don d’harmonie a composé des ensembles pleins d’émotion" écrivent de lui Adolphe Van Bever et Paul Léautaud.
Il obtient à nouveau le prix Archon-Despérouses en 1915, pour Maguelone.
Despax avait effectué son service militaire dans l'infanterie en 1902-1903 comme caporal. En 1904 il est nommé sergent de réserve. Mobilisé en août 1914, il est promu sous-lieutenant en novembre dans le régiment d'infanterie de Bayonne. Il meurt au combat peu de temps après, dans une tranchée de Moussy (Aisne). Il est cité à l'ordre de la division à titre posthume le 17 juin 1919 : "Officier profondément pénétré du sentiment du devoir. A fait preuve de la plus grand bravoure en se portant dans un poste excessivement dangereux afin d'observer l'ennemi. Est tombé glorieusement atteint au front par la balle d'une sentinelle allemande le 18 janvier 1915". En plus de la Croix de Guerre 1914-1918, il est aussi nommé à titre posthume le 4 juillet suivant chevalier de la Légion d'honneur.
Dans une chronique parue au lendemain de sa mort, Rémy de Gourmont écrit : "Despax s’était un peu éloigné des luttes littéraires. Il avait été nommé sous-préfet, mais il était resté poète et il jouissait plus que jamais de sa réputation précoce. Il n’y a pas encore beaucoup d’années que je m’étais entremis pour faire publier dans de bonnes conditions son premier livre au Mercure de France, et je vois encore ce beau jeune homme entrer du même coup dans le bonheur et dans la vie littéraire".
Dans la notice qu'ils lui consacrent dans leur ouvrage "Poètes d'aujourd'hui" paru en 1918, Adolphe Van Bever et Paul Léautaud  écrivent : "Sa vie tient en peu de lignes, son œuvre en peu de pages, mais quelles pages!".
Il était cousin et camarade littéraire de l'écrivain Pierre Benoit.

## Œuvres
- Au Seuil de la Lande, Paris, Mercure de France, 1902 (31 p.).
- La Maison des Glycines (1899-1905), Paris, Mercure de France, 1905 (271 p.). [réédité chez le même éditeur en 1926 à la demande de la famille]
- Publication posthumes dans Poètes d'aujourd'hui, T3, Mercure de France, 1929.
- Extrait de La Maison des glycines : 
  - "Le Parc.  Jeune fille du soir, cette heure s’est posée  Comme un oiseau léger sur le bord de ce toit.  L’Heure du souvenir marche dans la rosée,  S’approche et, je le sens, veut me parler de toi.  Avec tes bras croisés sur ton cœur sans défense,  Avec, surtout, cette détresse dans la voix,  Dans le parc où mourut, près de moi, ton enfance,  Jeune fille du soir, c’est toi. Je te revois." .La  revue d'art et littérature russe Весы, consacra un important commentaire, en 1906, à La Maison des Glycines.

## Renommée posthume
- Jean Balde, À Émile Despax, Ed Plon, 1915.
- « Lors d'une enquête en 1924 pour connaître le chef-d’œuvre inconnu, la comtesse de Noailles a choisi La Maison des Glycines. »
- Une avenue Émile Despax porte son nom à Mées (Landes), ainsi qu’une école primaire. Une rue Émile Despax à Saint-Paul-lès-Dax et à Oloron-Sainte-Marie.
- La commune de Moussy-Verneuil lui rend spécialement hommage chaque année le 11 novembre ().